# Défilé du Jour de l'indépendance à Kiev
Pour les « Jour de l'Indépendance » d'autres nations, voir Jour de l'indépendance.
Le défilé du Jour de l'indépendance de l'Ukraine (en ukrainien : Парад на честь дня Незалежності України) est une célébration  de la fête nationale à Kiev le 24 août.

## Défilé à Kiev
Le Jour de l'indépendance est régulièrement célébré par un défilé militaire organisé à Kiev, la capitale.

### Historique
Un premier défilé a lieu en 1994, sous la présidence de Leonid Koutchma. Les années suivantes, cet événement se tient de manière irrégulière, parfois sans aucun équipement militaire. Un défilé plus permanent, appelé « Marche des inconquis », est instauré à partir de 1997.
De 2010 à 2014, le défilé est cependant supprimé par le président Viktor Ianoukovytch. C'est sous la présidence de Petro Porochenko que cet événement fait son retour dans le contexte de l'invasion russe de la Crimée, devenant un véritable spectacle annuel,.
À partir de 2014 et de la guerre du Donbass, cette cérémonie prend un tout autre sens, devenant l'occasion pour l'Ukraine de montrer sa force militaire et d'honorer ses soldats morts au combat. L'occasion aussi pour le président d'y tenir un discours patriotique.
En 2019 et 2020, le président Volodymyr Zelensky annule lui aussi ce défilé militaire, afin de faire des économies et de permettre aux forces armées de rester à l'Est pour la guerre du Donbass,,. Le 21 octobre 2020, il signe cependant un décret pour qu'un nouveau défilé militaire ait lieu en 2021, à l'occasion du 30e anniversaire de l'indépendance de l'Ukraine.
En 2022, dans le contexte de la guerre en Ukraine, le défilé est à nouveau annulé. Il est remplacé par une exposition de chars et blindés russes détruits le long de la Krechtchatyk, principale rue de Kiev,.

### Coût
Le coût du défilé est généralement tenu secret. Celui de 2014 est le dernier dont le coût fut rendu public par le ministère de la Défense : 80 millions de hryvnias avaient alors été dépensés.

### 2001

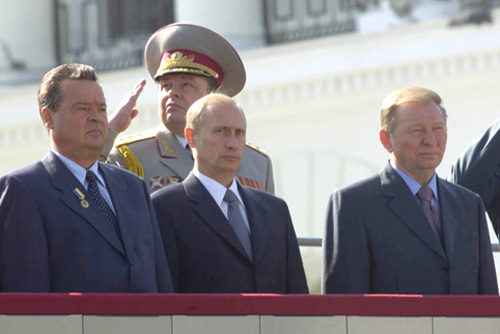
En 2001 Vladimir Poutine avec Leonid Koutchma et Ivan Pliouchtch.

### 2005 à 2007
Le président Viktor Iouchtchenko annule le défilé durant cette période.

### 2008

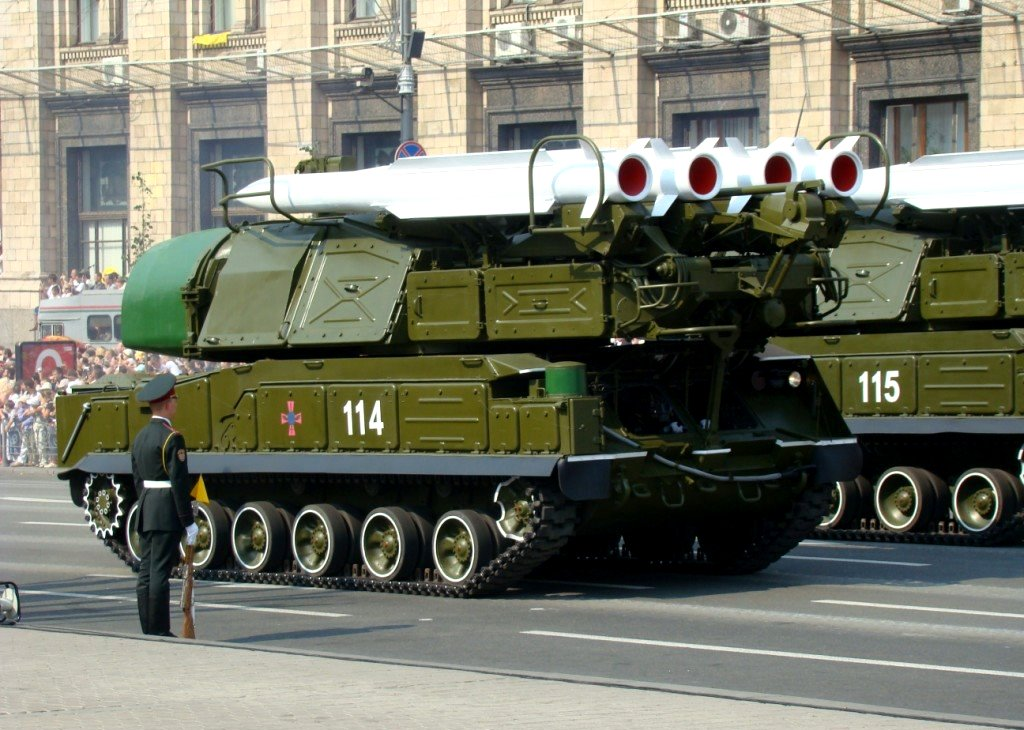
En 2008, un 9K37 Bouk-M1-2.

### 2014

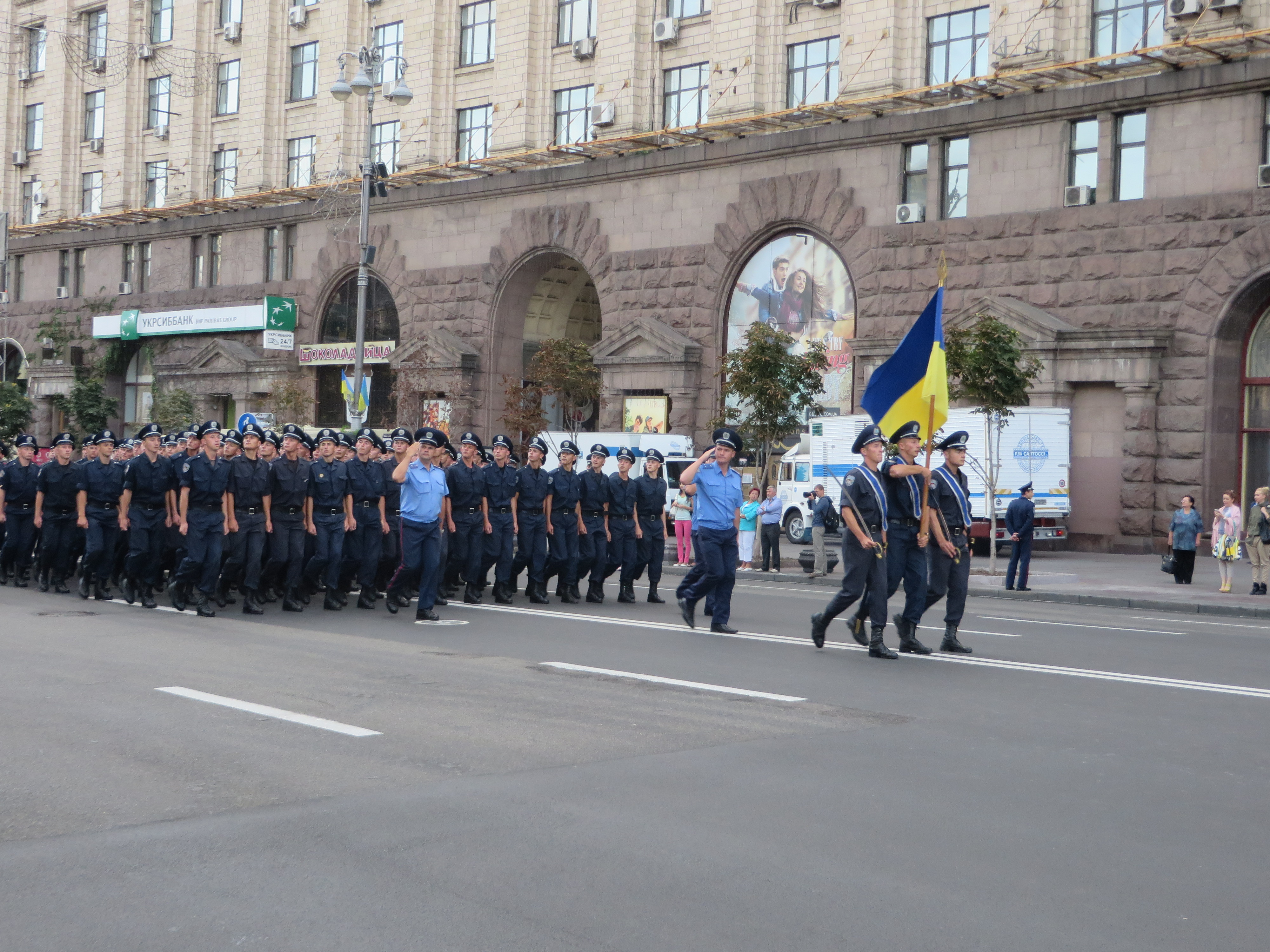
Répétition de celle de 2014.

### 2015

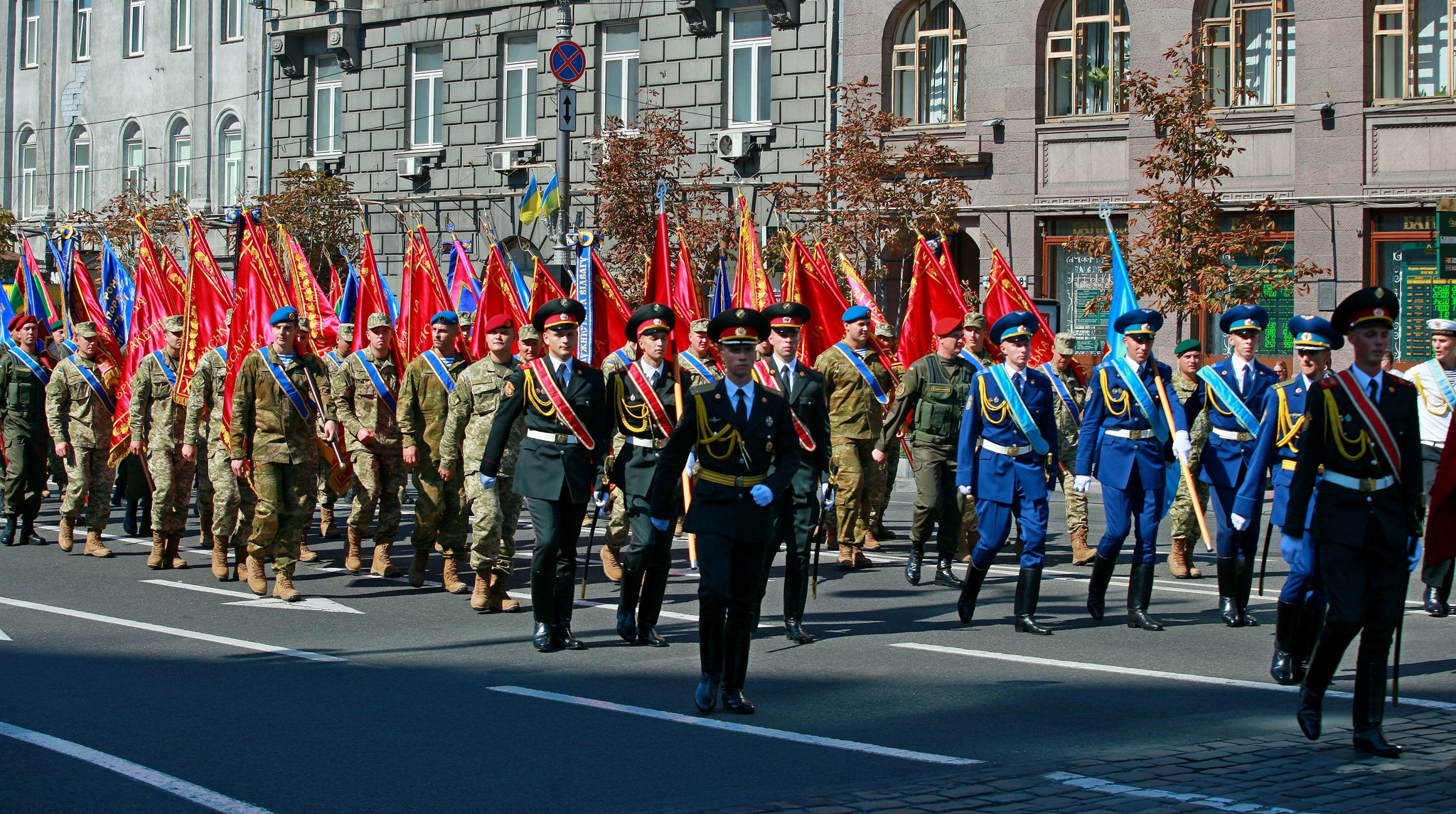
Drapeaux des unités.

### 2016
À l'occasion des 25 ans de l'indépendance en 2016, une « Marche des invaincus » est organisée sur l'artère principale de Kiev après le défilé militaire. Des membres des bataillons de volontaires ukrainiens y participent, ainsi que des proches de personnes tuées pendant la guerre du Donbass ou lors du soulèvement d'Euromaidan,.

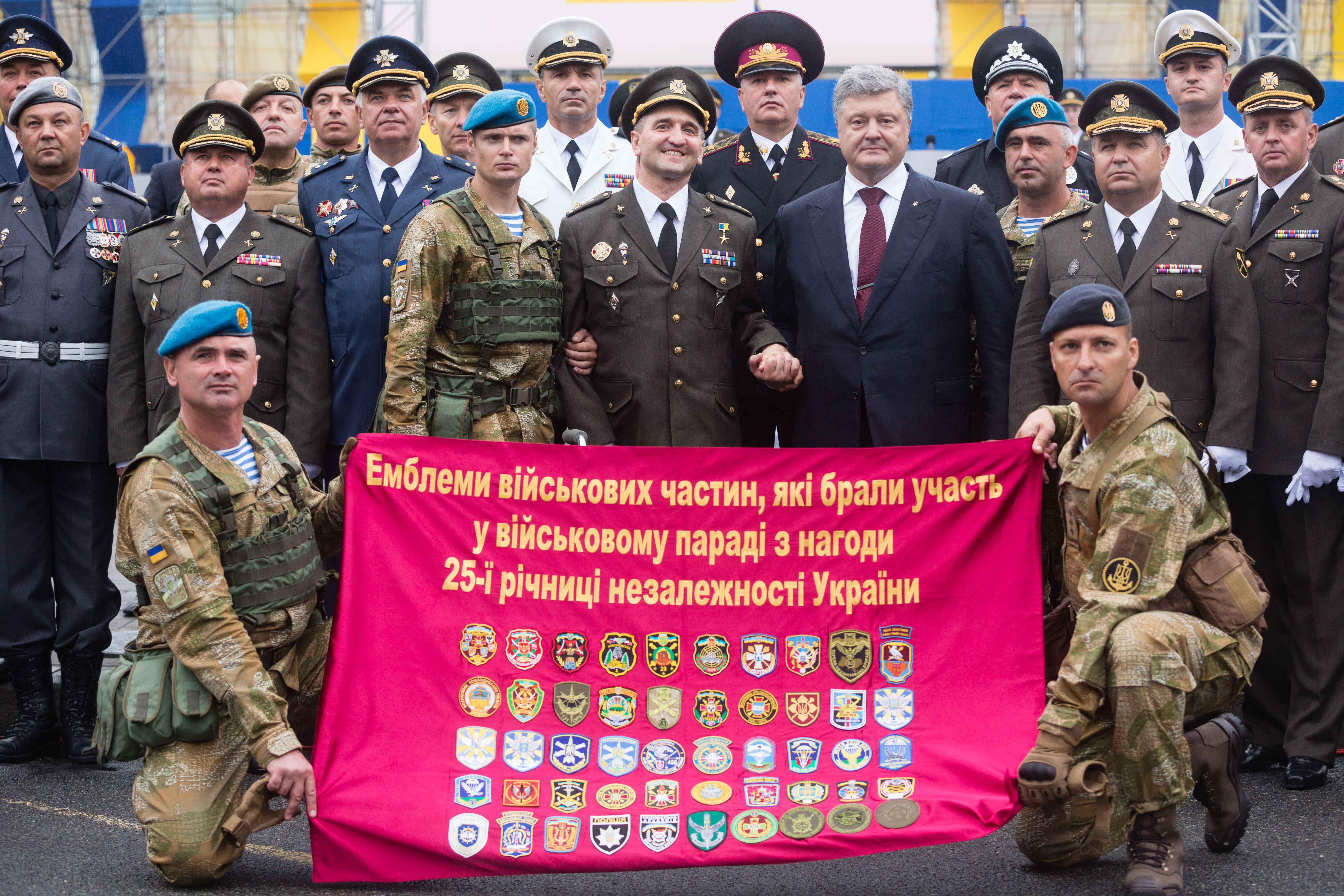
Présentation de badges d'épaules avec Petro Poroshenko, Stepan Poltorak, Andriy Kovaltchouk, Viktor Moujenko, Serhiï Popko, Valeriy Tchybineyev, Ihor Hordiytchouk, Oleh Hout, Dmytro Delyatskyi, Ihor Voronchenko.

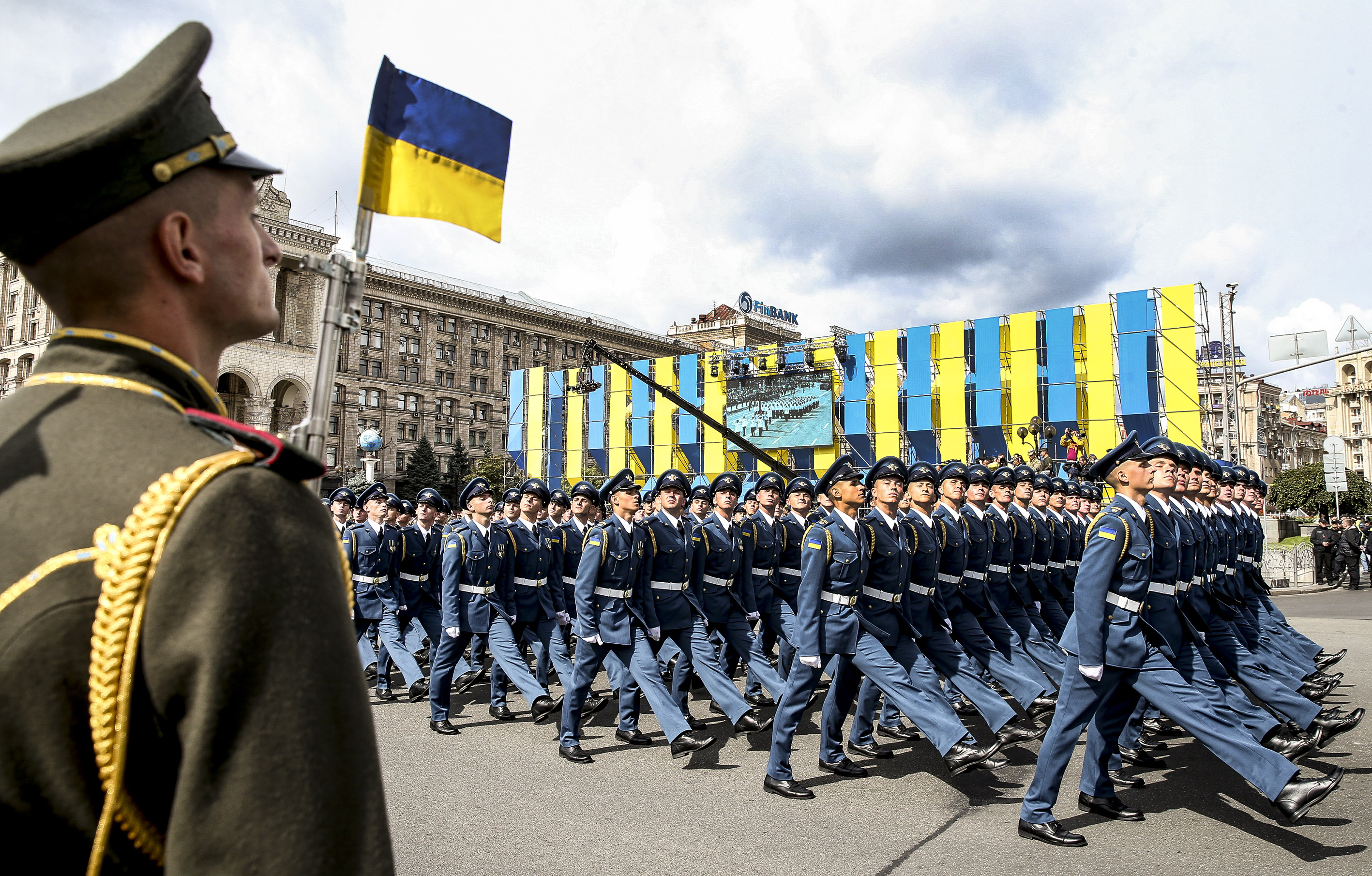
Défilé du Jour de l'indépendance à Kiev pour le Jour de l'Indépendance en 2017.

### 2019

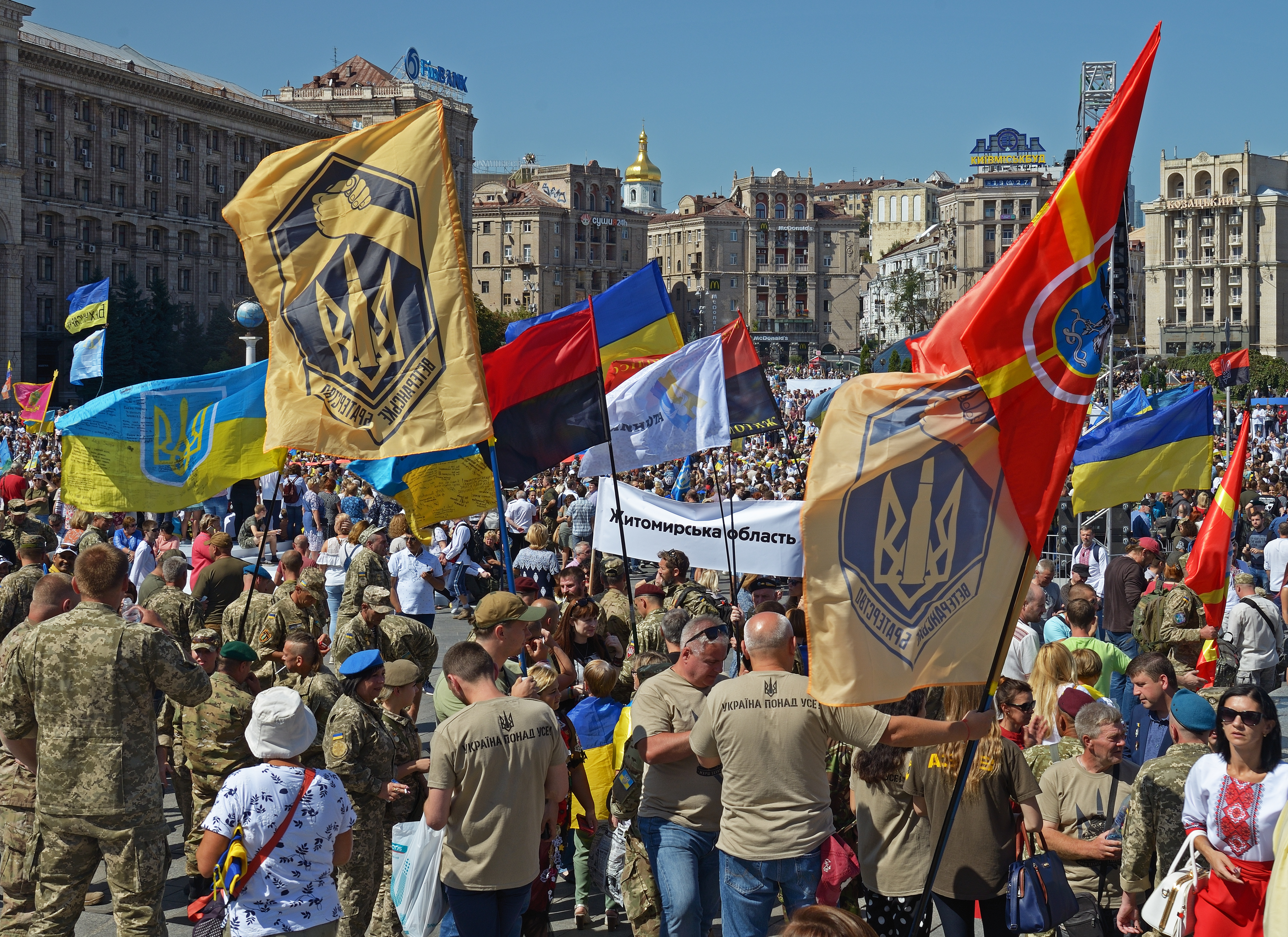
La marche des défenseurs lors du Jour de l'indépendance en 2019, avec le drapeau de guerre de l'UPA.

Le 10 juillet 2019, le président Volodymyr Zelensky annonce qu'il n'y aura pas de défilé militaire, ce qui n'était pas arrivé depuis l'annulation du défilé de 2010 à 2014. Il déclare à cette occasion : « Ce défilé est très pompeux et assez cher. Je pense que nous ferions mieux de donner l'argent à nos héros, nos militaires, cette année. Nous avons donc décidé de leur allouer 300 millions de hryvnias à titre de bonus ». Cette décision suscite la controverse, et est critiquée par son prédécesseur, Petro Porochenko.

### 2020
Une cérémonie a lieu sur la place Mykhaïlivska à Kiev, devant le monastère Saint-Michel-au-Dôme-d'Or, siège de l'Église orthodoxe ukrainienne. Elle est suivie d'un concert au même endroit, auquel de nombreuses stars ukrainiennes participent. Ce concert fait cependant polémique, plusieurs artistes étant accusés d'avoir encore des liens avec la Russie malgré l'annexion de la Crimée en 2014.

### 2021
L'année 2021 marque le 30e anniversaire de l'indépendance de l'Ukraine. Dès octobre 2020, le président Volodymyr Zelensky signe un décret pour qu'un nouveau défilé militaire ait lieu pour l'occasion.
Le 24 août, un grand défilé militaire se tient à Kiev sur la place de l'Indépendance, mettant en avant les forces terrestres ukrainiennes et les forces d'opérations spéciales. Plus de 5 000 soldats et 400 chars et véhicules blindés participent à l'évènement. Ce dernier comprend également un défilé aérien réalisé par l'armée de l'air. En parallèle, des unités de la marine ukrainienne effectuent des exercices à Odessa. Des troupes de Slovénie, de Moldavie, de Pologne, des États-Unis et du Canada défilent également avec les forces ukrainiennes, et deux Eurofighter Typhoons de la Royal Air Force britannique prennent part au défilé aérien aux côtés de quatre F-16 Fighting Falcons.
Des délégués de 46 pays sont présents, dont le président polonais Andrzej Duda, le président lituanien Gitanas Nausėda et le ministre français des Affaires étrangères Jean-Yves Le Drian.
Juste avant le défilé, le président Volodymyr Zelensky s'adresse à la foule, appelant à renforcer les relations de l'Ukraine avec d'anciens pays soviétiques, les nations européennes et l'OTAN.

### 2022

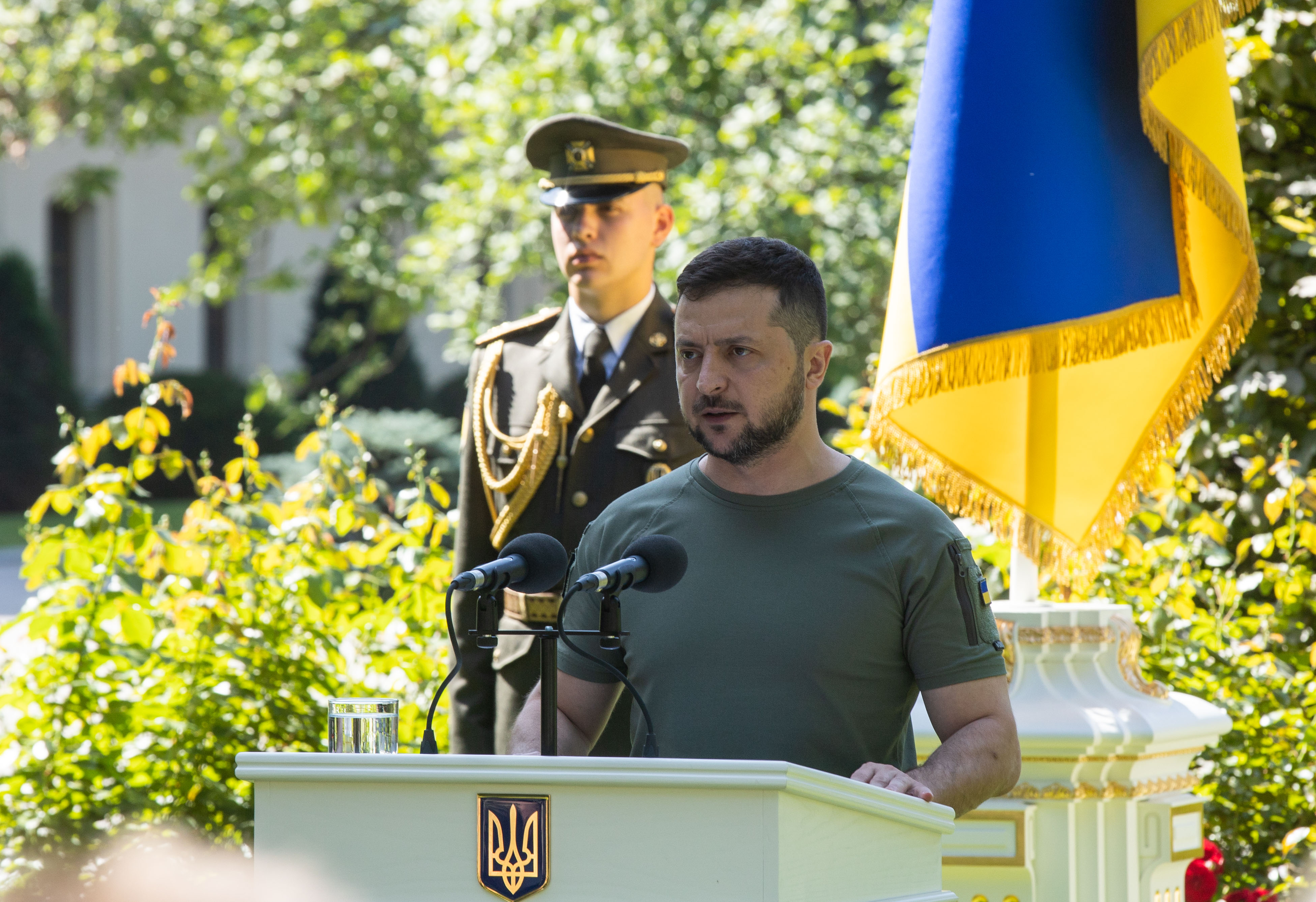
Discours du président Volodymyr Zelensky le 24 août 2022, à l'occasion du Jour de l'Indépendance.

En 2022, la célébration du Jour de l'Indépendance tombe exactement 6 mois après le début de l'invasion du pays par la Russie. Nombre de festivités n'ont, de ce fait, pas lieu. Les autorités appellent à la prudence face à de potentielles attaques de la Russie : les rassemblements publics sont ainsi interdits à Kiev du 22 au 25 août, et la région de Kharkiv subit un couvre-feu du 23 au 25 août.
Dans la capitale, le traditionnel défilé militaire est remplacé par une exposition de chars et blindés russes détruits le long de la Krechtchatyk, principale rue de Kiev,.

### 2023
Les 23 et 24 août 2023, Jour du drapeau et de l'indépendance, durant la contre-offensive, des festivités ont eu lieu et des chars militaires russes détruits et capturés par l’armée ukrainienne sont exposés sur l'avenue Krechtchatyk.

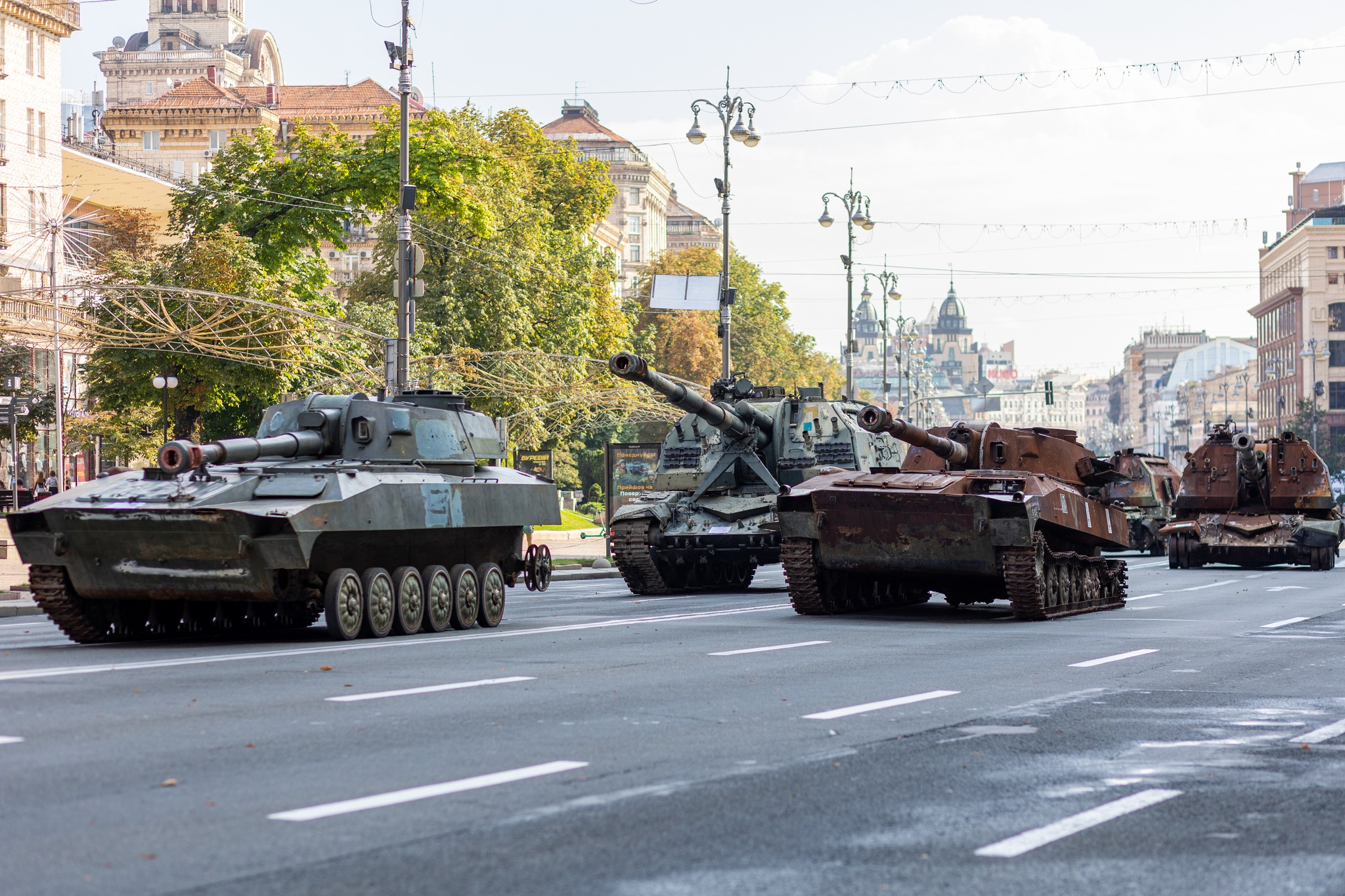
Exposition d'équipements militaires russes détruits et capturés sur la rue Krechtchatyk, le 24 août 2023 en remplacement du défilé du Jour de l'indépendance à Kiev.